# Stylidium pycnostachyum
Stylidium pycnostachyum este o specie de plante dicotiledonate din genul Stylidium, familia Stylidiaceae, ordinul Asterales, descrisă de John Lindley. Conform Catalogue of Life specia Stylidium pycnostachyum nu are subspecii cunoscute.